# 高雄市公車覺民幹線
高雄市公車覺民科工幹線（60），由高雄客運營運，目前行駛自駁二藝術特區到夢裡活動中心，途中經過許多重點學區、醫療單位，為高雄市重要公車路線之一。

## 歷史
- 本路線原由高雄市公車處與高雄客運共同營運，於2010年5月1日將路線經營權轉交高雄客運。
- 2013年12月1日：延駛至澄清湖。[4]
- 2013年12月30日：名稱改為覺民幹線。
- 2021年7月27日：新增60（覺民幹線）區間車。
- 2021年9月1日：「高雄火車站（捷運高雄車站）」更名為「高雄車站（中山路）」、「林森路口」站更名為「建國林森路口」。
- 2022年10月29日：站東路通車，取消停靠「南台路口」、「六合夜市（大港埔）」，新設「高雄中學」，改停靠「高雄車站（建國路）」。
- 2024年2月1日：新設「七賢路口」、去程新設「自立河北路口」。

## 路線基本資料
全程行車里數約13公里，全程行車時間約50至60分。往鳥松區公所42站，往捷運鹽埕埔站41站。
自捷運鹽埕埔站起，沿大仁路、中正四路、中山一路、七賢路、林森一路、八德一路、民族路、九如一路、大昌二路、覺民路、陽明路、義華路、澄清路、大埤路、公園路、山水路、忠誠路、大智路、大仁北路、育英路至夢裡活動中心、澄新街、仁慈路、大仁東路、中正路至鳥松區公所。

## 停站
參見右側路線圖

## 参見
- 高雄客運
- 高雄市公車
- 高雄市公車路線列表